# Csengő-hegy
Le Csengő-hegy (hongrois : Csengő-hegy [ˈtʃɛngøːˌhɛɟ]) est un sommet de Hongrie, situé dans le comitat de Baranya, près des localités de Hosszúhetény, Püspökszentlászló et Zobákpuszta, dans le massif du Mecsek et la zone de protection paysagère du Mecsek oriental.